# 29547 Yurimazzanti
29547 Yurimazzanti este o planetă minoră (asteroid), cu un diametru de 8,231 km, din centura de asteroizi. A fost descoperită pe 25 ianuarie 1998 la stazione osservativa di Asiago Cima Ekar⁠(d) de Ulisse Munari⁠(d). 
Obiectul prezintă o orbită caracterizată de o semiaxă mare de 3,0568717 UAi, o excentricitate de 0,07, o înclinație de 11,59575 ° în raport cu ecliptica.